# Matej Ponzoni
Matej Ponzoni - Pončun talijanski: Matteo Ponzone (Rab ili Venecija, 1583. - Venecija, 1663.), u Splitu zvan  Pončun Pengač bio je plodan i vješt venecijanski barokni slikar, koji je cijelo jedno desetljeće živio i stvarao u Splitu. 

## Životopis
Za Mateja Ponzoneja se sve donedavno držalo da je rođen u Rabu, tada pod mletačkom upravom i da je tipični slikar schiavon, koji se nekako dokopao Venecije, tamo izučio zanat te se vratio na istočnu obalu kao iskusni majstor. Novija istraživanja talijanskog povjesničara umjetnosti Lina Morettija ukazuju na mogućnost da je on ipak pravi venecijanac. On je pronašao neke dokumente u venecijanskoj župi San Moisè, koji bi odgovarali Mateju
Slikarski zanat učio je kod venecijanskog slikara Sante Peranda, uz njega na Mateja snažan utjecaj imao je i Palma Mlađi. Kao član venecijanskog slikarskog ceha javlja se od 1613. – 1633. Prve veće narudžbe dobio je za venecijansku crkvu Madonna dell’Orto 1615., potom je proširio krug svojih naručitelja na venecijanske gradove u Furlaniji (Cividale, Trst) i Istri (Kopar, Piran, Bale, Vižinada). Na poziv svog brata Sforza Ponzonija (1616. – 1640.) koji je postao splitski nadbiskup, oko 1633. otišao je u Dalmaciju, i u Splitu otvorio radionicu. Zahvaljući bratu dobio je niz vrijednih ugovora za opremu Splitske katedrale. Vjerojatno ga je zbog toga splitski pjesnik Jerolim Kavanjin, nazvao Pončun pengač glasoviti. 
Po povratku u Veneciju otvorio je slikarsku botegu, koja je dobro radila, njegovi učenici i suradnici bili su; Antonio Zanchi, Pietro Negri, Andrea Celesti i Giovanni Carboncino. Tek u novije vrijeme počelo se više cijeniti slikarstvo Ponzonija koje je ostvario u rodnoj Veneciji, naročito radovi iz bazilike San Giorgio Maggiore.

## Najznačajnija djela

### Djela Mateja Ponzonija u Hrvatskoj
- Niz slika iz života sv.Dujma za Splitsku katedralu, započet 1639. od Ponzoneja, ali ne i dovršen od strane njega.
- Osam slika s motivima iz života: sv. Jeronima, sv. Franje i sv. Katarine Sijenske, za glavni oltar Splitske katedrale
- Portret sv. Lorenza Giustiniana prvog patrijarha Venecije, također za Splitsku katedralu.
- Ponzoneu se pripisuje i dvadest i jedna slika na stropu crkve sv.Franje u Šibeniku
- Posljednja večara u refektoriju franjevačkog samostana u Hvaru.
- Sv. Juraj i sv. Jelena,  u župnoj crkvi sv. Mihovil u Omišu[4]
- Uzašašće Bogorodice oltarna pala iz katedrale na Rabu.

### Djela Mateja Ponzonija po Mletačkoj Republici
- Poklonstvo kraljeva i Navještenje (1629.), za crkvu sv. Teonisto, danas u muzeju Treviso.
- Niz slika za Baziliku svetog Antuna u Padovi.
- Dvije oltarne pale za katedralu u Cividaleu, danas u muzeju Cividale del Friuli.
- Sveta Barbara za katedralu u Kopru.
- Ukazanje, crkva sv.Stjepana u Piranu (to mu je bila jedna od prvih većih narudžbi izvan Venecije 1635.)[5]

### Djela Mateja Ponzonija iz Venecije
- Serija portreta svetaca za crkvu Madonna dell'Orto (Gospa Ružarica) između ostalog Sv. Juraj ubija zmaja (1615.), Sveti Jeronim i Sveti Tripun, la Kristovo bičevanje.
- Sv. Juraj ubija zmaja za baziliku San Giorgio Maggiore.
- Raspeti Krist i četiri sveca za crkvu San Cassiano
- Sv. Ivan evangelista piše apokalipsu za crkvu sv. Martina, ovo djelo drži se za njegov najbolji rad, na njemu je jasno vidljiv veliki utjecaj Tintoretta.

## Vanjske poveznice
- Ponzone (Pončun), Matteo na portalu istrapedia